# Freundeskreis Rade
Der Freundeskreis Rade ist eine rechtsextreme Organisation in Radevormwald, die in enger Verbindung mit der rechtsextremen Partei pro NRW steht und größtenteils aus Minderjährigen und jungen Erwachsenen besteht. Sie werden den Autonomen Nationalisten zugerechnet. Mitglieder der Gruppe hielten auch Kontakt zur „Bürgerbewegung pro NRW“, für die sie als sachkundige Bürger im Stadtrat saßen oder als Kandidaten der Kommunalwahl 2009 auftraten.
Durch die vom Freundeskreis Rade begangenen rechtsextremen Straftaten wurde Radevormwald überregional bekannt.
Im April 2012 wurde wegen Bildung einer kriminellen Vereinigung eine großangelegte Razzia gegen den Freundeskreis Rade durchgeführt, bei der mehrere Wohnungen der Mitglieder durchsucht wurden. Drei Mitglieder der Organisation wurden für kurze Zeit in Untersuchungshaft genommen. Seither ist die Gruppe nicht mehr durch rechtsextreme Straftaten in Radevormwald aufgefallen. Der Prozess gegen die Organisation begann vor der 1. Großen Strafkammer am Landgericht Köln am 6. September 2013, die Öffentlichkeit ist bis zur Urteilsverkündung ausgeschlossen worden. Der Hauptangeklagte wurde zu einer Freiheitsstrafe von zwei Jahren und sechs Monaten verurteilt. Mitangeklagte wurden zu Haft- oder Geldstrafen auf Bewährung verurteilt, etwa wegen gefährlicher Körperverletzung oder Mitgliedschaft in einer kriminellen Vereinigung. In der Urteilsbegründung bezeichnete die Vorsitzende Richterin Grassmann die Taten als menschenverachtend.
Am 25. Februar 2017 wurde ein 29-jähriger politischer Aktivist, der auch als Landtagskandidat der Partei „Die Partei“ fungierte, in Dahlerau von zwei Männern brutal angegriffen. Die Täter verfolgten ihn, schlugen ihn nieder und traten auf ihn ein, während sein Begleiter festgehalten wurde. Die Attacke, die zu Prellungen und Nasenbeinbruch führte, wird als politisch motiviert angesehen und steht in Verbindung mit dem „Freundeskreis Rade“. Einer der tatverdächtigen Männer, ein 19-jähriger, ist als Neofaschist bekannt. Er wurde identifiziert, und die Ermittlungen wurden dem Staatsschutz übertragen. Ein Ratsmitglied, Fritz Ullmann, der selbst bedroht wurde, hat Anzeige erstattet.
Ab dem Jahr 2022 wurden vermehrt neofaschistische Aktivitäten in Radevormwald beobachtet, was bei einem Informationsabend des Linken Forums zur Diskussion stand. Besondere Aufmerksamkeit galt dabei der Vermutung, dass der einst verbotene „Freundeskreis Radevormwald“ seine Aktivitäten wieder aufgenommen hat. Während des Treffens wurde betont, wie wichtig es ist, diese rechten Netzwerke in der Stadt genauer zu analysieren. Es wurde ein dringender Appell nach umfassender Aufklärung, insbesondere in Bildungseinrichtungen, sowie nach einer erneuten Initiierung eines überparteilichen „Runden Tisches gegen Rechts“ laut, um dieser erneuten Welle von neofaschistischen Entwicklungen entschieden entgegenzuwirken.